# Internazionali d'Italia 1982
Italian Open 1982 — тенісний турнір, що проходив на відкритих кортах з ґрунтовим покриттям Foro Italico в Римі (Італія) і належав до Volvo Grand Prix 1982. Жіночий турнір проходив на відкритих відбувся в Перуджі в рамках Світової чемпіонської серії Вірджинії Слімс 1982. Чоловічий турнір тривав з 17 до 21 травня 1982 року, жіночий - з 3 до 9 травня 1982 року.

## Фінальна частина

### Одиночний розряд, чоловіки
Андрес Гомес —  Еліот Телчер 6–2, 6–3, 6–2

### Одиночний розряд, жінки
Кріс Еверт-Ллойд —  Гана Мандлікова 6–0, 6–2

### Парний розряд, чоловіки
Гайнц Ґюнтгардт /  Балаж Тароці —  Войцех Фібак /  Джон Фіцджеральд 6–4, 4–6, 6–3

### Парний розряд, жінки
Кетлін Горват /  Івонн Вермак —  Біллі Джин Кінг /  Ілана Клосс 2–6, 6–4, 7–6